# 2003年11月逝世人物列表
2003年逝世人物列表：1月 - 2月 - 3月 - 4月 - 5月 - 6月 - 7月 - 8月 - 9月 - 10月 - 11月 - 12月
2003年11月逝世人物列表，是用于汇总2003年11月期间逝世人物的列表。

## 依日期排序

### 1日
- W·布萊恩·哈蘭德（W. Brian Harland），86歲，英國地質學家。[1]
- 科林·海耶斯（Colin Hayes），83歲，英國藝術家。[2]
- 喬·詹森（Joe Johnson），73歲，美國橄欖球運動員。[3]
- 肯特·凱南（Kent Kennan），90歲，美國作曲家、作家和教授。[4]
- 亨利克·馬查利卡（Henryk Machalica），73歲，波蘭電影和舞臺演員，從馬上摔下來。[5]
- 利貝羅·瑪律奇尼，89歲，義大利足球運動員。[6]
- Sonny Senerchia，72歲，美國棒球運動員（匹茲堡海盜隊）和大學棒球教練（蒙茅斯大學），摩托車事故。[7]
- 吉村大志郎，56歲，日本足球運動員兼經理，顱內出血。

### 2日
- 謝拉·阿里亞斯（Xela Arias），41歲，西班牙加利西亞語詩人和翻譯家，心臟病發作。
- 克裡斯塔貝爾·比倫伯格（Christabel Bielenberg），94歲，英國作家，（《過去就是我自己》，克裡斯塔貝爾）。[8]
- 費爾南多·比斯卡伊諾·卡薩斯（Fernando Vizcaíno Casas），77歲，西班牙勞工律師、記者和作家。[9]
- 泰德·坎寧安（Ted Cunningham），65歲，澳大利亞政治家。
- Nati Kaji，77歲，尼泊爾歌手和詞曲作者。
- Iris Kelso，76歲，美國記者。
- 弗蘭克·麥克洛斯基（Frank McCloskey），64歲，印第安那州國會議員（印第安那州第8選區），1983年至1995年，膀胱癌。[10]
- 吉米·奎倫（Jimmy Quillen），87歲，美國政治家（美國田納西州第一國會選區眾議員）。[11]
- 弗雷德里克·韋斯特（Frederic Vester），77歲，德國控制論者。
- 81歲的澳大利亞馬鈴薯種植者和長跑運動員克里夫·楊（Cliff Young）於1983年在悉尼到墨爾本的超級馬拉松比賽中獲勝，當時他61歲，患有癌症。[12]

### 3日
- 德克·博德（Derk Bodde），94歲，美國漢學家。[13]
- 亞倫·布裡奇斯（Aaron Bridgers），85歲，美籍法國爵士鋼琴家，曾出演1961年保羅·紐曼（Paul Newman）的電影《巴黎藍調》（Paris Blues）。[14]
- 尤里·法林，66歲，蘇聯足球運動員。
- 拉苏尔·伽姆扎托夫（Rasul Gamzatov），80歲，阿瓦里安/蘇聯/俄羅斯詩人，被稱為“達吉斯坦人民詩人”。[15]
- A. James Manchin，76歲，美國政治家，西弗吉尼亞州國務卿兼州財政部長，心臟病發作。
- 納倫德拉·普拉薩德（Narendra Prasad），57歲，印度（馬拉雅拉姆語）電影演員，教授和作家，心肺驟停。

### 4日
- Manadel al-Jamadi，阿布格萊布監獄的伊拉克法外囚犯，酷刑。[16]
- 90歲的德裔英國舞蹈家兼教師洛特·伯克（Lotte Berk）創建了芭蕾健身課程。[17]
- 查理斯·考斯利（Charles Causley），86歲，英國詩人。[18]
- 雷切爾·德·奎羅斯（Rachel de Queiroz），92歲，巴西作家和記者。[19]
- 肯·甘普（Ken Gampu），74歲，南非演員。[20]
- 第十九世巴库拉仁波切，86歲，佛教喇嘛。
- 菲力浦·斯隆（Philip Slone），96歲，美國足球運動員。
- R. M. Williams，95歲，澳大利亞叢林服製造商，以手工製作的馬靴而聞名。[21]
- 理查·沃爾海姆（Richard Wollheim），80歲，英國哲學家，精神分析和藝術權威。[22]

### 5日
- 大衛·巴爾-伊蘭，73歲，以色列音樂會鋼琴家、記者和政治助手（本傑明·內塔尼亞胡）。[23]
- 休·鮑恩斯（Hugh H. Bownes），83歲，美國法官（第一巡迴法院高級法官）和政治家。[24]
- 多蘿西·費伊（Dorothy Fay），88歲，美國女演員。
- Subrata Guha，57歲，印度板球運動員，心臟病發作。[25]
- 鮑比·哈特菲爾德（Bobby Hatfield），63歲，美國歌手，正義兄弟二人組的一半，心臟病發作。[26]
- 漢斯·海因里希（Hans Heinrich），92歲，德國電影剪輯師、編劇和電影導演。[27]
- 扎伊姆·穆扎費里賈（Zaim Muzaferija），80歲，波士尼亞演員和詩人。
- 萊曼·雷·派特森（Lyman Ray Patterson），74歲，美國法學教授和歷史學家。[28]
- 德內爾·斯滕森（Dernell Stenson），25歲，美國棒球運動員（辛辛那提紅人隊），在搶劫中喪生。[29]

### 6日
- Just Betzer，59歲，丹麥電影製片人（《巴貝特的盛宴》：1988年奧斯卡最佳外語片獎），心臟病發作。[30]
- 菲力浦·埃菲翁（Philip Effiong），77歲，奈及利亞軍官。
- Crash Holly，32歲，美國職業摔跤手，自殺。
- 佐伊·因克羅奇（Zoe Incrocci），86歲，義大利女演員和配音演員。
- 史派德·喬根森（Spider Jorgensen），84歲，美國棒球運動員（布魯克林道奇隊，紐約巨人隊）。[31]
- Rie Mastenbroek，84歲，荷蘭游泳運動員（1936年夏季奧運會獎牌：金牌：100米金牌，金牌：400米，金牌：4x100米，銀牌：100米）。[32]
- 愛德華多·帕洛莫（Eduardo Palomo），41歲，墨西哥演員，心臟病發作。[33]

### 7日
- 唐納德·格裡芬（Donald Griffin），88歲，美國動物學教授。[34]
- Foo Foo Lammar，66歲，英國變裝皇后。[35]
- 胡安霍·梅嫩德斯（Juanjo Menéndez），74歲，西班牙演員，阿爾茨海默病。[36]

### 8日
- 鮑勃·格蘭特（Bob Grant），71歲，英國演員，喜劇演員和作家，自殺。
- C. Z. Guest，83歲，美國女演員、作家、專欄作家和社交名媛。[37]
- 恩斯特·科斯曼（Ernst Kossmann），81歲，荷蘭歷史學家。[38]
- 蓋伊·斯佩蘭薩（Guy Speranza），47歲，美國歌手，胰腺癌。
- 理查·斯威夫特，76歲，美國作曲家和音樂理論家。[39]
- 阿卜迪拉赫曼·艾哈邁德·阿裡·圖爾，72歲，索馬里政治家。

### 9日
- 巴迪·阿諾德（Buddy Arnold），77歲，美國爵士薩克斯管演奏家。[40]
- 斯蒂芬·本頓（Stephen Benton），61歲，美國科學家，教師和藝術家，彩虹全息圖的發明者。[41]
- 阿特·卡尼（Art Carney），85歲，美國演員（《蜜月夫婦》《哈利和托托》《深夜秀》）。[42]
- 布魯斯·亞歷山大·庫克（Bruce Alexander Cook），71歲，美國記者和作家。[43]
- 普什帕拉塔·達斯（Pushpalata Das），88歲，印度獨立活動家和社會工作者。
- 戈登·昂斯洛·福特（Gordon Onslow Ford），90歲，英裔美國超現實主義畫家。[44]
- 馬里奧·梅爾茨（Mario Merz），78歲，義大利藝術家。[45]

### 10日
- 瑪格麗特·阿門（Margaret Armen），82歲，美國電視編劇（《步槍手》《大山谷》《星際迷航》《巴納比·鐘斯》）。[46]
- 卡南·巴納納，67歲，辛巴威政治家和部長，辛巴威第一任總統，癌症。[47]
- 90 歲的美國職業高爾夫球手 June Beebe 在 1931 年和 1933 年贏得了女子西部公開賽。[48]
- 愛德華·拜爾（Edvard Beyer），83歲，挪威文學史學家、文學評論家和教授。
- 漢斯·赫爾墨斯（Hans Hermes），91歲，德國數學家和邏輯學家。
- Irv Kupcinet，91歲，美國專欄作家和電視名人，肺炎。[49]
- Morten Lange，83歲，丹麥真菌學家和政治家。
- 切斯瓦夫·瑪律切夫奇克，91歲，波蘭冰球運動員。[50]
- 傑德·威廉姆斯（Jed Williams），51歲，威爾士爵士樂記者和佈雷肯爵士音樂節的藝術總監。[51]
- 瓦西里耶·希亚科维奇，74歲，黑山足球運動員。

### 11日
- 安德列·玻利布魯赫（Andrei Bolibrukh），53歲，蘇聯（俄羅斯）數學家，以常微分方程的工作而聞名。[52]
- 羅伯特·布朗（Robert Brown），82歲，英國演員（四部詹姆斯·邦德電影中的間諜頭目M），癌症。[53]
- 喬治·華萊士，科斯蘭尼的華萊士男爵（George Wallace,Coslany's Baron Wallace），97歲，英國政治家和終身同齡人（Chislehurst的國會議員）。[54]
- 哈羅德·沃克（Harold Walker），唐卡斯特男爵沃克（Baron Walker），76歲，英國政治家（唐卡斯特和唐卡斯特中央議員）。[55]
- Paul Janssen，77歲，比利時醫生，Janssen Pharmaceutica創始人。[56]
- 小約翰·埃米特·萊爾（John Emmett Lyle， Jr.），93歲，美國政治家。[57]
- Claës-Henrik Nordenskiöld，86歲，瑞典空軍軍官和水手。
- 勞埃德·佩蒂特（Lloyd Pettit），76歲，美國體育解說員。
- 米克爾·馬蒂·波爾，74歲，加泰羅尼亞詩人，多發性硬化症。[58]
- 嶋俊介，71歲，日本演員和配音演員。
- 唐·泰勒（Don Taylor），67歲，英國戲劇和電視導演。[59]

### 12日
- 喬納森·布蘭迪斯（Jonathan Brandis），27歲，美國演員（seaQuest DSV，It，Sidekicks），上吊自殺。 [60]
- 惠特菲爾德·庫克（Whitfield Cook），94歲，美國劇本、舞台劇、短篇小說和小說作家。
- 卡梅隆·鄧肯（Cameron Duncan），17歲，紐西蘭電影製片人，骨癌。[61]
- Kay E. Kuter，78歲，美國演員。
- Penny Singleton，95歲，美國女演員，歌手和舞者，中風。[62]
- John Tartaglione，82歲，美國漫畫家，食道癌。
- 托尼·湯普森（Tony Thompson），48歲，The Power Station的美國鼓手，腎癌。[63]

### 13日
- 雷·哈裡斯（Ray Harris），76歲，美國搖滾音樂家和詞曲作者。[64]
- Nobuo Okishio，76歲，日本馬克思主義經濟學家。
- 安德魯·瓦茲索尼（Andrew Vázsonyi），87歲，匈牙利裔美國數學家，管理科學研究所創始人。[65]
- 凱莉·韋邁爾（Kellie Waymire），36歲，美國女演員（《星際迷航：進取號》《六英尺之下》），心臟驟停。[66]

### 14日
- 皮埃爾·卡莫寧（Pierre Camonin），100歲，法國管風琴家和作曲家。[67]
- 賈爾斯·戈登（Giles Gordon），63歲，蘇格蘭文學經紀人和作家。[68]
- F B J Kuiper，96歲，荷蘭印度學學者。[69]
- 吉恩·安東尼·雷（Gene Anthony Ray），41歲，美國演員、舞蹈家和編舞家，中風併發症。[70]
- 蒂姆·維格斯（Tim Vigors），82歲，二戰期間的英國戰鬥機王牌和傳記作家。[71]

### 15日
- 厄爾·巴蒂（Earl Battey），68歲，美國棒球運動員（芝加哥白襪隊，華盛頓參議員隊，明尼蘇達雙胞胎隊），癌症。[72]
- 穆罕默德·喬克里（Mohamed Choukri），68歲，摩洛哥作家和小說家，癌症患者。[73]
- Ian Geoghegan，63歲，澳大利亞賽車手。[74]
- 大衛·霍爾特（David Holt），76歲，美國兒童演員，心臟病發作。[75]
- 雷·路易斯（Ray Lewis），93歲，加拿大田徑運動員和奧運獎牌得主。[76]
- 林同炎，91歲，美籍華裔結構工程師，心臟病發作。
- 多萝西·劳登（Dorothy Loudon），70歲，美國女演員，癌症。[77]
- 米切爾·佩奇（Mitchell Paige），85歲，美國塞爾維亞海軍陸戰隊上校，心臟病發作。
- 劳伦斯·蒂施（Laurence Tisch），80歲，美國億萬富翁，洛伊斯公司（Loews Corporation）和哥倫比亞廣播公司（CBS）電視網的負責人，癌症。[78]
- 詹姆斯·D·韦弗（James D. Weaver），83歲，美國政治家（美國賓夕法尼亞州第24國會選區眾議員）。[79]
- Speedy West，79歲，美國踏板鋼吉他手和唱片製作人。[80]
- Ned Wulk，83歲，美國籃球教練（亞利桑那州立大學）和棒球教練。[81]

### 16日
- 費爾南達·布拉諾（Fernanda Bullano），89歲，義大利短跑運動員（1936年夏季奧運會女子4×100米接力）。[82]
- 湯瑪斯·菲茨派翠克（Thomas B. Fitzpatrick），83歲，美國皮膚科醫生。
- 林振強，56歲，香港詞曲作者、作詞家和專欄作家，淋巴瘤。
- 貝蒂娜·戈伊斯拉德（Bettina Goislard），29歲，法國聯合國難民署救援人員，被塔利班武裝分子殺害。[83]
- Albert Nozaki，91歲，日裔美國藝術總監（《世界大戰》《十誡》）。[84]

### 17日
- 老傑利·亞當斯（Gerry Adams），77歲，愛爾蘭共和軍志願者，格裡·亞當斯（Gerry Adams）的父親。[85]
- Surjit Bindrakhia，41歲，印度歌手，心臟驟停，心臟病發作。
- 亞瑟·康利（Arthur Conley），58歲，美國靈魂歌手，腸癌。[86]
- Maurice A. Dionne，67歲，加拿大教育家和政治家。
- 唐·吉布森（Don Gibson），75歲，美國創作歌手。[87]
- 伯特蘭·霍爾沃德（Bertrand Hallward），102歲，英國教育家。
- 科林·哈裡森（Colin Harrison），77歲，英國鳥類學家。
- 克勞德·尼科特（Claude Nicot），78歲，法國電影演員。[88]
- 彼特·泰勒（Pete Taylor），75歲，美國棒球運動員（聖路易士布朗隊）。[89]

### 18日
- 薇薇安·邦內爾（Vivian Bonnell），79歲，安提瓜女演員（《花之屋》《為了彼特的緣故》《幽靈》《桑福德父子》），糖尿病。[90]
- 肯·佈雷特（Ken Brett），55歲，美國棒球運動員，喬治·佈雷特（George Brett）的兄弟，腦癌。[91]
- 派翠夏·布羅德里克（Patricia Broderick），78歲，美國劇作家（無限）和畫家，馬修·布羅德里克（Matthew Broderick）的母親，癌症。[92]
- 鲍勃·卡迈克尔（Bob Carmichael），63歲，澳大利亞網球運動員和教練。
- 邁克爾·卡門（Michael Kamen），55歲，美國作曲家（虎膽龍威，兄弟樂隊，101斑點狗），心臟病發作。[93]

### 19日
- Gillian Barge，63歲，英國女演員（《櫻桃園》《Measure For Measure》《The Winter's Tale》），癌症。[94]
- 哈裡·布芬頓（Harry Buffington），84歲，美國職業橄欖球運動員（奧克拉荷馬州立大學、紐約巨人隊、布魯克林道奇隊）。[95]
- William B. Macomber， Jr.，美國外交官，大都會藝術博物館館長。[96]
- 日沃塔·帕尼奇，70歲，南斯拉夫軍官。
- 格雷格·雷德利（Greg Ridley），56歲，英國搖滾藝術家，肺炎后併發症。[97]
- 漢斯·塔博爾（Hans Tabor），81歲，丹麥外交官和政治家。
- 比尔·扬（Bill Young），86歲，澳大利亞政治家（塔斯馬尼亞州佛蘭克林眾議院）。[98]
- 施蛰存，97歲，中國散文家、詩人、短篇小說家。

### 20日
- 羅伯特·艾迪（Robert Addie），43歲，英國演員（《神劍》《舍伍德的羅賓》《另一個國家》《荷蘭女孩》《梅林》），肺癌。[99]
- 佩德羅·阿迪格（Pedro Adigue），60歲，菲律賓拳擊手和輕次中量級世界冠軍。
- 洛裡斯·阿扎羅（Loris Azzaro），70歲，法裔義大利時裝設計師，癌症。[100]
- 戴维·达科（David Dacko），73歲，中非共和國第一任總統，哮喘。[101]
- 尤金·克萊納（Eugene Kleiner），80歲，奧地利裔美國企業家和風險投資家。[102]
- 瑪麗·簡·羅素（Mary Jane Russell），77歲，美國攝影時裝模特，肺纖維化。[103]
- 羅傑·肖特（Roger Short），58歲，英國外交官，駐伊斯坦布爾總領事，殺人罪。
- Jim Siedow，83歲，美國演員，肺氣腫。[104]
- Ferry Sonneville，72歲，印尼羽毛球運動員。
- Pedro L. Yap，85歲，菲律賓法官，最高法院首席大法官。
- Kerem Yılmazer，58歲，土耳其演員，兇殺案。

### 21日
- Eşfak Aykaç，85歲，土耳其足球運動員和教練。
- 比爾·哈洛（Bill Haarlow），90歲，美國籃球運動員。[105]
- 埃米尔·帕日茨基（Emil Pažický），76歲，斯洛伐克足球運動員。
- Armand Putzeys，86歲，比利時自行車運動員和奧運獎牌得主。[106]
- 泰迪·蘭達佐（Teddy Randazzo），68歲，美國創作歌手。[107]

### 22日
- 馬里奧·貝卡里亞（Mario Beccaria），83歲，義大利政治家。
- 約瑟夫·布達哈齊，56歲，羅馬尼亞擊劍運動員（男子個人佩劍，1972年夏季奧運會男子團體佩劍）。[108]
- 喬·賈斯特（Joe Just），87歲，美國棒球運動員（辛辛那提紅人隊）。[109]
- 尤里·胡赫羅夫（Yuri Khukhrov），71歲，俄羅斯蘇聯現實主義畫家和平面藝術家。
- George Peoples，43歲，美式橄欖球運動員（達拉斯牛仔隊、新英格蘭愛國者隊、坦帕灣海盜隊）。[110]
- 阿爾·理查森（Al Richardson），61歲，英國托洛茨基主義歷史學家和活動家。
- 迪克·湯瑪斯（Dick Thomas），88歲，美國歌唱牛仔，詞曲作者和音樂家。

### 23日
- 派特裡夏·伯克（Patricia Burke），86歲，英國歌手和演員（《里斯本故事》，《魚出來的那一天》，《克利夫羅小子》）。[111]
- 尼克·卡特（Nick Carter），79歲，紐西蘭自行車運動員（1948年夏季奧運會男子個人公路賽）。[112]
- 理查·多格貝（Richard Dogbeh），70歲，貝寧小說家和教育家。[113]
- Jhalak Man Gandarbha，68歲，尼泊爾民謠歌手。
- 派翠克·詹森（Patrick Jansen），82歲，印度曲棍球運動員（1948年夏季奧運會曲棍球金牌）。[114]
- 約翰尼·拉胡爾（Johny Lahure），61歲，盧森堡政治家。
- 穆拉索利·馬蘭（Murasoli Maran），69歲，印度政治家。
- 瑪格麗特·辛格（Margaret Singer），82歲，美國臨床心理學家和肺炎研究員。[115]
- 比爾·斯特魯頓（Bill Strutton），85歲，澳大利亞編劇和小說家，心臟病發作。[116]
- 格裡戈里·托卡蒂（Grigori Tokaty），90歲，蘇聯火箭科學家和政治家。

### 24日
- Luai al-Atassi，76/7歲，敘利亞軍隊指揮官和政治家，總統（1963年）。
- 謝赫·尼亞馬特·阿裡（Sheikh Niamat Ali），63歲，孟加拉國電影導演。
- 賽夫丁·阿齊茲，88歲，中國政治家。
- 赫斯巴·費伊·布林斯米德（Hesba Fay Brinsmead），81歲，澳大利亞兒童和青少年書籍（《藍鶴牧場》）的作者。[117]
- 團令子，68歲，日本女演員。
- 迪克·赫頓（Dick Hutton），80歲，美國業餘和職業摔跤手。
- 休·肯納（Hugh Kenner），80歲，加拿大文學評論家。[118]
- 邁克爾·斯莫爾（Michael Small），64歲，美國電影配樂作曲家，前列腺癌。[119]
- 沃倫·斯潘（Warren Spahn），82歲，美國棒球投手（密爾沃基勇士隊），美國職業棒球大聯盟名人堂成員。[120]
- Tun Tun，80歲，印度重播歌手和女演員兼喜劇演員。

### 25日
- 伯纳德·科恩（Bernard Cohn），75歲，美國人類學家和學者。[121]
- 雅克·弗朗索瓦（Jacques François），83歲，法國演員。[122]
- 舒拉米斯·哈雷文（Shulamith Hareven），73歲，以色列作家和散文家。[123]
- 張宏根，67歲，中國足球運動員、教練。
- 瑪麗·奎尼（Mary Queeny），90歲，黎巴嫩裔埃及女演員和電影製片人。

### 26日
- 安德里亞·博諾米（Andrea Bonomi），80歲，義大利足球運動員。[124]
- 阿裡-阿克巴爾·富魯坦，98歲，伊朗巴哈伊教育家和作家。
- Sadegh Khalkhali，77歲，伊朗什葉派神職人員和阿亞圖拉，癌症。[125]
- 邁耶·庫普弗曼（Meyer Kupferman），77歲，美國作曲家和單簧管演奏家，心力衰竭。[126]
- 萊昂內爾·恩加坎（Lionel Ngakane），75歲，南非電影製片人和演員（《鷹的印記》《擠壓》）。[127]
- 戈登·裡德（Gordon Reid），64歲，蘇格蘭演員。
- Soulja Slim，26歲，美國說唱歌手，兇殺案。
- 莉絲·湯姆森（Lise Thomsen），88歲，丹麥電影女演員。
- Stefan Wul，81歲，法國科幻作家（Oms en série）。[128]

### 27日
- Satyendra Dubey，30歲，印度工程服務官員，被暗殺。
- 亞瑟·格林斯萊德（Arthur Greenslade），80歲，英國電影和電視指揮家和編曲家。[129]
- 里卡多·馬利皮耶羅，89歲，義大利作曲家、鋼琴家、評論家和音樂教育家。[130]
- Will Quadflieg，89歲，德國演員，肺栓塞。[131]
- 瑪喬麗·里夫斯（Marjorie Reeves），98歲，英國歷史學家和教育家。[132]
- 庫爾特·馮·費舍爾（Kurt von Fischer），90歲，瑞士音樂學家和古典鋼琴家。[133]

### 28日
- 泰德·貝茨（Ted Bates），85歲，英國足球運動員和經理。[134]
- 哈羅德·馮·布勞恩胡特（Harold Von Braunhut），77歲，美國營銷人員和神奇海猴的創造者，自殺。[135]
- 埃德蒙·哈特曼（Edmund Hartmann），92歲，美國電影和電視編劇和製片人。[136]
- 特裡·萊斯特（Terry Lester），53歲，美國演員，心臟病發作。
- Thekra，45歲，突尼西亞歌手，被槍殺。

### 29日
- 諾曼·伯頓（Norman Burton），79歲，美國演員（《鑽石恆久遠》、《高聳的地獄》、《神奇女俠新歷險記》），交通事故。[137]
- 托尼·卡納迪奧（Tony Canadeo），84歲，美式足球運動員（綠灣包裝工隊）和職業足球名人堂成員。[138]
- 吉姆·卡林（Jim Carlin），85歲，美國棒球運動員（費城費城人隊）。[139]
- 潔西·卡弗（Jesse Carver），92歲，英國足球運動員和經理。
- 揚-馬格努斯·楊松（Jan-Magnus Jansson），81歲，芬蘭政治家。芬蘭瑞典人民黨主席。[140]
- 拉裡·萊瑟姆（Larry Latham），51歲，美國職業摔跤手，心臟病發作。
- 羅伯特·桑頓（Robert Y. Thornton），93歲，美國律師、政治家和法學家。
- 魯迪·馬蒂努斯·范·迪克（Rudi Martinus van Dijk），71歲，荷蘭作曲家。[141]

### 30日
- 厄爾·貝拉米（Earl Bellamy），86歲，美國影視導演（《留給海狸》《獨行俠》《我是間諜》《M*A*S*H》），心臟病發作。 [142]
- 傑克·布魯爾（Jack Brewer），85歲，美國棒球運動員（紐約巨人隊）。[143]
- Barber Conable，81歲，美國政治家，世界銀行行長（1986-1991），傳染病。[144]
- 安東尼奧·熱蘇斯·科雷亞（António Jesus Correia），79歲，葡萄牙足球和輪滑曲棍球（四人組）運動員。
- 格特鲁德·埃德尔（Gertrude Ederle），98歲，美國游泳運動員，第一位游過英吉利海峽的女性（1926年）。[145]
- 汉斯·库施克（Hans Kuschke），89歲，德國賽艇運動員和奧運獎牌得主。[146]
- Kin Platt，91歲，美國作家、藝術家、畫家、雕塑家、漫畫家和漫畫家。